# 聖劍傳說2
《圣剑传说2》是由史克威尔（今史克威尔艾尼克斯）开发，并于1993年在超级任天堂平台首发的动作角色扮演游戏。游戏是1991年游戏《圣剑传说 最终幻想外传》的续作，游戏是首部脱离最终幻想名义的圣剑传说作品，并确立了系列在西方的名称“玛娜”（Mana）。游戏设定于高度奇幻的世界，讲述了三名英雄阻止帝国用古代战舰征服世界的故事。
《圣剑传说2》的战斗系统采用即时制，而非同期角色扮演游戏的回合制。游戏使用独特的环状菜单系统，在战斗中玩家能调出菜单选择行动，同时游戏暂停。游戏采用了革新的合作多人系统，第二和第三名玩家可以随时加入与退出游戏。《圣剑传说2》由石井浩一监督、设计，纳西尔·吉贝利担任主程序，史克威尔资深设计师田中弘道制作。
游戏鲜艳的图形、庞大的情节、环状菜单系统和革新的即时战斗系统获得广泛赞扬。评论还称赞了菊田裕树创作的原声音乐，及可为电脑同伴定制人工智能（AI）的设定。原版游戏与2008年再版于Wii Virtual Console，2009年发行于日本手机，2010年和2014年分別强化移植到iOS和Android智能手机，两个版本皆支持中文。2018年2月，3D完全重制版《圣剑传说2 Secret of Mana》发行于PlayStation 4、PlayStation Vita和Windows。

## 玩法
《圣剑传说2》和许多16位时代角色扮演游戏类似，玩家以俯视视角操作角色在场景中移动，并于敌对生物战斗。游戏有三名角色：英雄兰迪、女孩普莉姆和妖精波波依。玩家可以随时选择控制某名角色，其他两名角色就会由人工智能控制。通过超级任天堂的分插，游戏至多支持三名玩家同时游戏；Virtual Console版支持三人通过扩展任天堂GameCube控制器或Classic Controller控制器游戏。
各角色擅长不同的能力。兰迪无法使用魔法，但能快速挥动武器；普莉姆是治疗者，能发动恢复或支援魔法；波波依可以使用攻击与削弱魔法伤害敌人。在战斗中积累足够的经验值后就能升级，力量和躲避能力就会提升。三人可以在城镇中休息恢复生命值，或是购买恢复道具与装备。切换装备、发动魔法、查看状态等选项都通过环形菜单完成，调出的环形菜单会出现于当前控制角色的上方，调出菜单的同时游戏会暂停。
战斗采用即时制。屏幕底部会的计量槽表示武器的攻击力度，挥动武器该槽会清空，之后又快速充满，供玩家全力攻击。队伍有8种不同武器：剑、矛、弓、斧、回飞镖、手套、鞭和标枪。每种武器可以升级8次；同时不断使用武器可以提升熟练度，熟练度升级时会解锁一种新技能，满级8级。武器需要通过“武器力量”升级，武器力量可以在迷宫中找到，或是在击败特定头目后获得。玩家将武器力量交给各城镇的锻造师，锻造师会在原武器的基础上重新锻造升级武器。
队伍为学习魔法，必须得到八大精灵的幫助。這八大精灵分别代表光、闇、水、火、土、風、木、月，他們可以带给玩家特定能力，如：被附上水屬性的武器可以把敵人變雪人無法動彈；附上火屬性的武器可以讓敵人著火增加傷害。此外，也加入屬性相剋的系統（光↔闇；水↔火；土↔風；木↔月）。魔法和技能的能力同武器类似，但是咏唱魔法会消耗魔法值。
在游戏中，玩家必须不断穿越有敌出没的野外，到达下一个目的地。玩家可以在大炮屋中，用大炮发射到远方目的地，来简化旅途。虽然大炮屋通常要收费，却是到达后期大陆的必由之途。游戏后期玩家还能乘驭白龙芙拉米，在世界地图上自由飞行。飞行场景通过超级任天堂的Mode 7机能，营造了芙拉米飞翔、大地转动的三维错觉。乘坐芙拉米时玩家可以在球状的“转动地图”和平面“世界地图”中切换显示。

## 剧情

### 设定与角色
故事设定在高度奇幻，使用无形能源“玛娜”的世界。在远古，技术先进的文明使用玛娜制造了飞空战舰“玛娜要塞”。这激怒了世界的神，他派下巨兽对文明发动战争。战争给全世界造成破坏，并消耗了世界几乎全部的玛娜，直到一名使用玛娜之剑的英雄摧毁了战舰和文明。世界开始恢复和平。在游戏开始时，一个帝国在收集8颗玛娜之种，企图将玛娜“解放”到世界，藉此恢复玛娜要塞。
游戏中未出现三名主角的名称，但日版说明书有三人的名称，而全球发行的iOS版补充了三人的名称。所有版本都允许玩家指定角色名称。兰迪（Randi）是一名男孩，在母亲失踪后由Potos村长收养。普莉姆（Primm）是一名女孩，喜欢战士Dyluck。因不满于国王的行为，以及父亲包办她和当地贵族的婚姻，她离开城堡寻找Dyluck，并和拉迪同行。拉迪和布莉姆在矮人村遇到了精灵波波伊（Popoi）。他通过在矮人村举办畸形秀骗人谋生。他失去了过去一切的记忆，所以为找回过去加入队伍。

### 故事
遊戲以小村Potos三名男孩違反村長告誡，來到據說藏有財寶的當地瀑布開始。之一的蘭迪失足跌入湖中，並看到一把插入石頭的鏽劍。在神秘聲音的指引下他拔出了劍，同時無意間將村子周圍封印的怪物解放了出來。村民相信劍的拔出預示著噩兆，故將蘭迪從Potos村永久逐出[1]，被逐出的蘭迪抱著想再見到母親的心情踏上旅程。旅行至此的騎士傑瑪認出此劍乃傳說中的聖劍，並鼓勵蘭迪拜訪八座神殿，讓劍重新恢復力量[2]。。
在旅途中，為了找到失蹤男友的女孩普莉姆和為了找回記憶的妖精波波依加入了队伍。旅行中三人被帝国追捕。皇帝及其手下被希望创造“新的、和平的世界”的太古魔法师塔纳托斯操纵。而塔纳托斯因为身体恶化，正在寻求合适的身体附身。在让整个Pandora王国村民失神后，他绑架了两个候选者，被奴隶的普莉姆男友迪拉古，以及年轻的Pandoran女孩Phanna；他最终选择附身迪拉古。
帝国成功解封了全部8颗玛娜之种。然而塔纳托斯背叛了皇帝和及其亲信，将他们杀掉并夺取了玛娜要塞的控制权。兰迪一行前往玛娜之树所在地，世界生命能源的汇集处。塔纳托斯预测到他们会前往，将玛娜要塞开到圣树上空将之摧毁。残留的树告诉兰迪，名为玛娜圣兽的巨龙很会就会被召唤出来和要塞战斗。然而圣兽在愤怒时几乎无法控制，很可能会将世界一起毁灭。玛娜之树还揭露她曾是最早玛娜骑士Serin的妻子，Serin就是兰迪的父亲。Potos瀑布中听到的声音来自Serin的灵魂。
三人飞入玛娜要塞内部，遇到了准备转生到迪拉古身上的塔纳托斯。迪拉古用最后的力气警告称，塔纳托斯已经将他的灵魂卖给阴间，决不能让他掌握要塞。迪拉古犧牲自己让塔纳托斯变成巫妖形态，在最后被一行击败。然而玛娜圣兽还是飞来并攻击要塞。蘭迪称他担心杀死圣兽会让玛娜从世界消失，波波依也会消失，所以不愿动手。在波波依的劝导下，他使用完全强化的玛娜之剑杀死了圣兽，圣兽爆炸化为了雪。在游戏结尾，兰迪将玛娜之剑重新插回Potos瀑布下方，普莉姆一個人回到了Pandora王国，而妖精波波依孤獨的在樹上彈奏吉他，彷彿在訴說著屬於他們的故事......。
他們拯救了世界，卻沒人知道他們同時失去了親情、友情、愛情。

## 开发

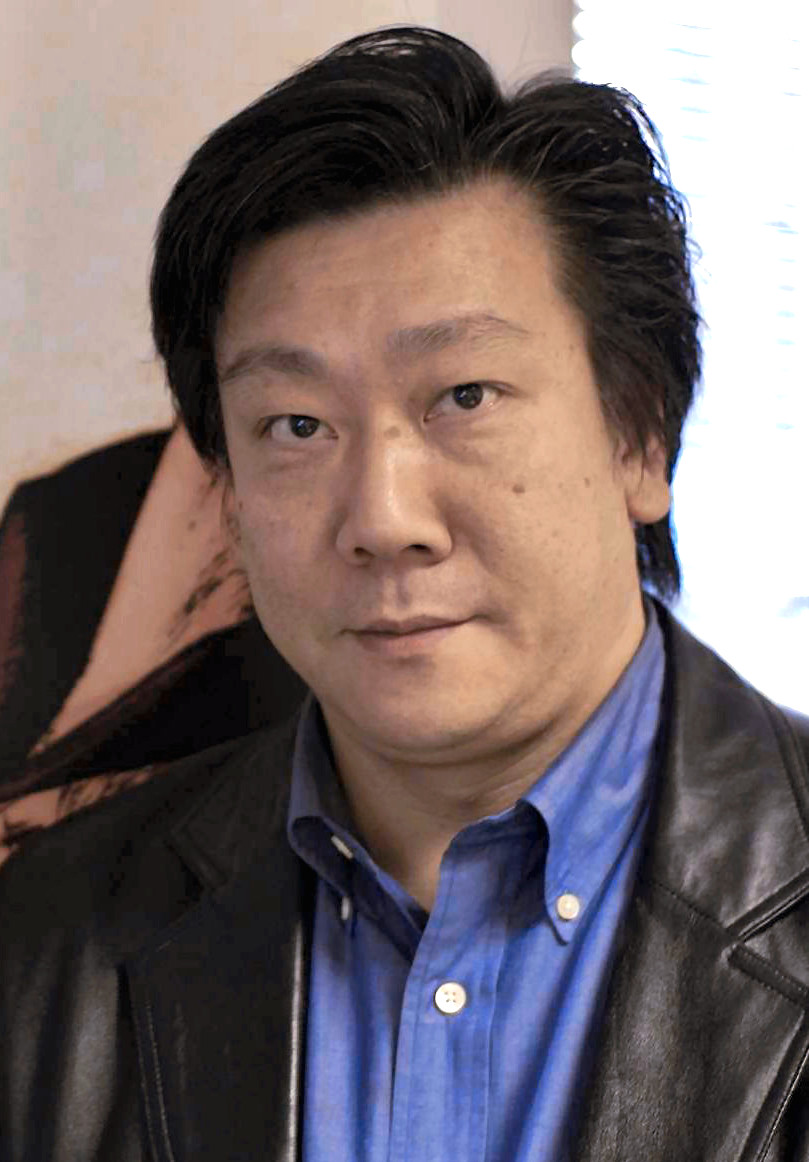
《圣剑传说2》制作人田中弘道

《圣剑传说2》由Game Boy前作《圣剑传说 最终幻想外传》创作者石井浩一监督与设计。他称《圣剑传说2》比他参与的最终幻想等项目更是“他的游戏”。游戏由纳西尔·吉贝利担当主程序，史克威尔资深设计师田中弘道制作。在开发中团队希望在《圣剑传说 最终幻想外传》的基础上创作，除了改动前作某些元素外，还参考吸收了其他畅销史克威尔游戏。游戏和前作相比，除了提升图形和声音质量外，蓄力槽也更为吸引人，并以武器升级系统取代《圣剑传说》的蓄力槽速度升级系统。游戏还升级了《圣剑传说》的临时同伴系统，前作中的同伴不可升级，但本作队员变成了永久主角，且可由其他玩家操作。
《圣剑传说2》即时战斗系统创作者称，该系统最终幻想前三作战斗系统的延伸。经验值和升级系统取自《最终幻想III》。田中称游戏战斗系统机制最初是为《最终幻想IV》设计的。而如同《最终幻想IV》的制作，《圣剑传说2》中未使用的功能被《时空之轮》团队取用。
最初的计划将《圣剑传说》作为超级任天堂CD扩展的首发作品发行。在任天堂和索尼的制作计划告吹，索尼决定转而将超级任天堂CD开发为PlayStation后，史克威尔选择继续为超级任天堂开发游戏。游戏转而面向容量较小的标准游戏卡带开发。因CD扩展的取消势必导致大量游戏内容被砍，开发者反对在此情况下继续开发，但他们被公司管理层驳回。最终因为硬件变更，一些功能从游戏中除去，部分完成的内容也得重做。除去的内容主要为多重路线与多重结局，最终的成品为相反的单线故事。成品的剧情和原始构思不同，田中称原始故事风格相当阴郁。石井称因为容量限制，企划游戏中多达四成的内容被放弃，评论提出由于硬件变更，当游戏中同时处理太多内容时会出现技术问题。2006年《Level》杂志称，《圣剑传说2》的开发艰难是促使史克威尔在1996年将最终幻想等游戏从任天堂主机搬向索尼主机的主因。
《圣剑传说2》的英文翻译耗时仅30天，在日版发售后不到一星期就完成，北美本地化版最初的广告称游戏“最终幻想冒险2”（Final Fantasy Adventure 2）。评论称为让北美版赶上1993年假期，翻译草草完成。翻译泰德·伍尔西称因为空间显示，英文本地化时砍掉了很大一部分游戏剧本。为了在主游戏屏幕有限的空间内显示文字，英文译文采用了特殊的定宽字体。伍尔西对将对话修剪到最短限度和翻译时间过短不悦，称这“几近杀了我”。伍尔西拿到的剧本是如同“打散小说”的散乱文字群，难以翻译。除了英文外，游戏还被本地化为德文和法文。日版在说明书中给三名主角起了名字，西方版直到iOS强化移植版才给玩家角色起名。

### 音乐

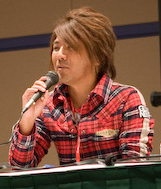
《圣剑传说2》作曲菊田裕树

《圣剑传说2》的配乐由菊田裕树谱写。《圣剑传说 最终幻想外传》原声作曲人伊藤贤治原计划接手项目，但因忙于《浪漫沙加》等原声创作，不得不将人物转交菊田。本作是菊田的首个电子游戏配乐。尽管处理超级任天堂的硬件限制存有困难，但菊田还是尝试以两种“对比鲜明的风格”，创作既非流行乐也非标准游戏乐的原版配乐。菊田主要独立创作音乐，几乎全天24小时呆在办公室，交替进行配乐与修改工作，创作他所言“身临其境”“立体”的配乐。和当时大多游戏音乐家使用工具预制MIDI样本不同，菊田亲自制作的对应主机硬件性能的MIDI样本。通过自制样本，他得以确切了解曲目在系统硬件上的发音，继而就无需担心原MIDI样本在游戏机上发音有变。菊田在2001年称《圣剑传说2》配乐是他最喜爱的创作。
原声音乐有“恐怖”和“轻快”两种曲目，评论提到其钟器使用和“阴暗、庄严的钢琴”。菊田的游戏作曲部分受到自然景观和巴厘音乐的影响。因为硬件限制，游戏标题画面退去缓慢，菊田为此设计了同步的标题音乐《天堂的恐惧》，这种让音乐匹配视觉的做法在当时作曲家中罕见。为了从曲目开始时的那一刻就“更紧的连接”玩家，菊田还尝试以“鲸鱼声”取代传统的“砰”声开始曲目。让声音在内存有限的超级任天堂上播放是一项困难的技术挑战。
原声专辑《圣剑传说2原声音乐版》于1993年在日本发行，其中收录了44首《圣剑传说2》音乐曲目。英语版题为“Secret of Mana Original Soundtrack”，除了包装与本地化歌曲标题外，与日本原版无异。《圣剑传说2》是最早在北美本地化原声的日本游戏之一。同样在1993年专辑《圣剑传说2 Secret of Mana》是一张编曲专辑，仅收录了《Secret of Mana》一曲，续作《圣剑传说3》也使用了该组曲旋律。评论称该专辑为“实验性”风格，使用了瀑布、鸟啼、手机声、“打字”声等“古怪声音”。评论还称音乐涵盖多种音乐风格，比如“德彪西印象派风格，他自己的重电子和合成器概念，甚至是流行音乐的概念”。《Secret of Mana Genesis/圣剑传说2编曲专辑》于2012年发行。专辑收录了16首超级任天堂原版的改善版曲目，菊田在唱片说明文字中称，它们是他在谱写时没有硬件限制下“所期望的乐声”。然而RPGFan的帕特里克·江恩等评论称之间差别较小。

### 再版
史克威尔在1999年宣布，他们计划将包括《圣剑传说2》在内的9款游戏移植到万代掌上游戏机WonderSwan Color，然而移植最终搁浅。Wii Virtual Console版于2008年在日本、北美和欧洲发行。日本手机移植版于2009年10月26日发行。2010年E3上史克威尔艾尼克斯宣布了iOS移植版的消息，移植于2010年12月21日在Apple的应用商店上架。移植版修正了一些错误，英语版的脚本修订并参照原日版重翻，2011年游戏更新加入中文支持。Wii U Virtual Console版于2013年7月26日在日本发行。Android移植版于2014年10月30日在Google Play上架，内置中文版。2017年8月，游戏的3D重制版宣布登陆PlayStation 4、PlayStation Vita和Windows，并在2018年2月15日发售。重制版是由Q Studios为史克威尔艾尼克斯开发的。

## 评价与影响
《圣剑传说2》到2004年2约时全球出货183万，其中日本150万，之外33万。日本首批出货在发售当天就告罄。《Edge》在1993年11月称《圣剑传说2》是“日本是年遍及最广泛的游戏”，同时销量畅旺，但在美国则“完全没有广告，大多闻所未闻”。
《圣剑传说2》获得《电子游戏月刊》颁发的1993年12月月度游戏奖和1993年最佳角色扮演游戏奖。杂志评论者盛赞游戏图形、音乐和多人游戏模式，称其配有“一些我在卡带上所听过最好的音乐”。他们希望其他公司能以游戏为引领，给角色扮演游戏加入多人模式。《Diehard GameFan》的游戏将多人模式谓之为游戏作家要素，评论凯利·理查德斯称游戏不但游戏图形精细，多人模式更“成就了游戏”。不过GamePro的评论对然对图形和情节表示肯定，却称游戏性和多人模式“不很成熟”。
《Edge》杂志的一名评论成《圣剑传说2》胜过同期角色扮演游戏《伊苏I·II》、《塞尔达传说 众神的三角力量》和《秘境魔寶》。评论称《圣剑传说2》“有一些史上最优秀的游戏设计和功能：三人同时操作，史上最佳战斗系统设计，史上最佳玩家界面，极优的操作系统，以及一些迄今最引人注目和高兴的游戏性”。他们总结称，游戏是最佳动作角色扮演游戏或冒险游戏之一。游戏设计师桑迪·皮特森在《龙》的游戏评测中称游戏很想塞尔达传说，但融入传统角色扮演游戏特色。他预言游戏将被视为经典。皮特森总结称《圣剑传说2》是最佳超级任天堂角色扮演游戏之一，是“有着更多样怪物，角色选择和探索要塞，比塞尔达更大的游戏”。
IGN的鲁卡斯·托马斯在2008年评测了Virtual Console移植版，他称《圣剑传说2》被视为史上最佳电子游戏之一。Eurogamer的丹·怀特海德同样对移植版表示推荐，称其为圣剑传说系列的“本质”与定型游戏。Slide to Play的娜迪亚·牛津iOS移植版改善的图形和电脑控制角色表示称赞。她还称赞游戏触控质量胜过其他手机版角色扮演游戏，但对多人模式移除表示不满。
《Edge》杂志在2014年称《圣剑传说2》是“16位时代的一个顶峰”。一名杂志编辑称，在《圣剑传说2》发行20年后，作为超级任天堂角色扮演游戏，它的声誉仅次于《塞尔达传说 众神的三角力量》。游戏在评论聚合网站GameRankings的超级任天堂游戏榜单中位列第13。《Super Play》在1996年将《圣剑传说2》列为史上100大超级任天堂游戏的第8名。在《任天堂力量》杂志2006年“史上200大任天堂游戏”榜单中，游戏位列第86位。在IGN的“100大游戏”榜单中，游戏于2005年位列48，2006年位列49，2007年位列79。在日本杂志《Fami通》2006年的“100大读者票选最喜爱游戏”中，游戏位列第97。《圣剑传说2》在发行当时就体现了影响力，这一影响力持续到了2010年代。比如《Edge》称游戏的环形菜单系统“经常被模仿”，如《邪恶元素的神殿》。游戏的多人合作模式则影响了《末日危城3》。本作起登场的敌人拉比成为了系列的吉祥物。